# Bergasa
Bergasa – gmina w Hiszpanii, w prowincji La Rioja, w La Rioja, o powierzchni 27,09 km². W 2011 roku gmina liczyła 150 mieszkańców.